# Robert Kozinets
Robert V. Kozinets (* 1964) ist Associate Professor an der Schulich School of Business der York University, Toronto, Kanada.

## Leben
Robert Kozinets erlangte 1987 an der York University, Toronto, Kanada den Bachelor of Business Administration und 1988 den Master of Business Administration. 1997 promovierte er an der School of Business der Queen’s University, Kingston, Kanada im Bereich Marketing und organisatorisches Verhalten. Von 1997 bis 2004 war er Assistant Professor an der Northwestern University in Illinois; 2004/2005 lehrte er an der University of Wisconsin–Madison.  Seit 2005 lehrt er an der York University in Toronto.

## Forschung
Kozinets befasst sich u. a. mit Markenmanagement und Markenloyalität, Unterhaltungs- und Technologiemarketing, der Entwicklung und Einführung neuer Produkte sowie mit Konsumkulturen, Subkulturen und Konsumentenaktivismus. Insbesondere lehrt und forscht er zu Konsumentenverhalten im Umfeld neuer Technologie, verschiedensten Arten des Konsumentenwiderstandes, sowie zu Word-of-Mouth. Er entwickelte die Forschungsmethode der Netnographie, eine Methode zur Untersuchung von Online-Communitys, und gemeinsam mit Russell Belk die Methode der Videography.

## Schriften
- Doing Ethnographic Research Online. Sage Publications Ltd. 2010 ISBN 1-84860-645-1
- Bernard Cova/Robert V. Kozinets/Avi Shankar (Hrsg.): Consumer Tribes. Oxford 2007 ISBN 9780750680240
- Kozinets, Robert V., Andrea Hemetsberger und Hope J. Schau (2008): The Wisdom of Consumer Crowds: Collective Innovation in the Age of Networked Marketing. In: Journal of Macromarketing, 28 (4), S. 339–354